# The Happiest
《The Happiest》는 산울림의 리더였던 김창완이 주축이 되어 2008년 결성된 그룹 김창완 밴드의 데뷔 EP이며, 김창완에게는 1997년 발매된 산울림 13집 이후 11년만에 내놓는 신작이었다.
2008년에 캐나다에 살던 김창완의 막내동생 김창익이 제설작업 중 지게차에 깔리는 사고로 인해 사망했고, 김창완은 그 해에 산울림의 공식적 활동 중단과 새로운 그룹 결성, 그리고 이 EP의 발매소식을 알리게 된다. 김창완 밴드는 이 EP 발매 두 달 전에야 꾸려진 팀이었고, 후에 가졌던 인터뷰에서 김창완은 《The Happiest》라는 제목에 대해 “이 순간 가장 행복한 사람이고 싶다는 희망일 수도 있고, 행복을 선택하겠다는 선언일 수도 있다”는 언급을 남기기도 했다.
음반 부클릿에 그려진 그림은 김창완이 직접 그렸다. 타이틀곡은 〈열두 살은 열두 살을 살고 열여섯은 열여섯을 살지〉였고, 수록곡 중 〈FORKLIFT〉는 김창익이 사고를 당하게 된 지게차를 의미하며, 김창완은 “동생의 죽음을 수용할 수 없었다. 너무 고통스러웠다. 이 노래를 만들면서 비로소 동생 죽음을 수용하게 됐고 내자신이 위로받았다. 이 음악이 고통속에, 절망속에 있는 분들에게 작은 희망과 위로가 됐으면 한다”고 밝혔다.

## EP 활동
김창완의 새 밴드에 합류한 멤버는 하세가와 요헤이, 이상훈, 최원식, 이민우 4명이다. 김창완 밴드는 첫 EP를 발매하고 그 기념공연인 2008년 12월 27일부터 29일까지 홍대 롤링홀에서 〈행복하니까 김창완입니다〉라는 제목의 첫 단독콘서트를 가졌다.

## 수록곡
전체 작사·작곡: 김창완
| #  | 제목                                                            | 재생 시간 |
| -- | --------------------------------------------------------------- | --------- |
| 1. | 〈Girl Walking〉                                                | 3:24      |
| 2. | 〈열두 살은 열두 살을 살고 열여섯은 열여섯을 살지〉             | 5:43      |
| 3. | 〈제~발 제~발〉 (멀쩡한 사람들이 -남모르게- 부르는 이상한 노래) | 3:49      |
| 4. | 〈모자와 스파게티〉                                             | 4:20      |
| 5. | 〈FORKLIFT〉                                                    | 5:47      |
| 6. | 〈우두두다다〉                                                  | 3:38      |

| #  | 제목                                                            | 재생 시간 |
| -- | --------------------------------------------------------------- | --------- |
| 1. | 〈Girl Walking〉                                                | 3:24      |
| 2. | 〈열두 살은 열두 살을 살고 열여섯은 열여섯을 살지〉             | 5:43      |
| 3. | 〈제~발 제~발〉 (멀쩡한 사람들이 -남모르게- 부르는 이상한 노래) | 3:49      |
| 4. | 〈모자와 스파게티〉                                             | 4:20      |
| 5. | 〈FORKLIFT〉                                                    | 5:47      |
| 6. | 〈우두두다다〉                                                  | 3:38      |

## 멤버
- 김창완 - 보컬, 전기기타, 어쿠스틱 기타, SX-150
- 하세가와 요헤이 - 전기 기타, 소리 효과, 멜로트론
- 이상훈 - 피아노, 신시사이저, 오르간, Fender Rhodes, 미니 무그
- 최원식 - 베이스, 프렛레스 베이스
- 이민우 - 드럼, 타악기

## 기사 인용
1. ↑  부산일보 (2008년 11월 18일). “"'산울림'은 이제 없어요" 김창완 따로 밴드 결성”. 부산일보.
2. ↑  경향신문 (2008년 11월 24일). “김창완 ‘또 다른 출발선’에 서다… ‘김창완 밴드’ 결성”. 경향신문.
3. ↑  신동아 (2009년 2월 25일). “‘아이 같은 아저씨’ 김창완이 말하는 삶과 행복, 그리고 음악”. 신동아.
4. ↑  마이데일리 (2008년 12월 4일). “김창완, 창조적 뮤지션이자 천의 연기자 [배국남이 만난 사람]”. 마이데일리.